# Sadhvi Ritambhara
 (juillet 2017).
Sadhvi Rithambara (patronyme également translittéré Ritambhara, Rithambhara ou Rithambra) est une sādhvī, militante politique hindutva et prédicatrice religieuse qui a développé nombre de projets sociaux.
Elle crée en 1991 Durga Vahini (en) (armée de Durga), l'aile féminine du Vishva Hindu Parishad (VHP).